# Falken (rutsjebane)
 For alternative betydninger, se Falken. (Se også artikler, som begynder med Falken)
Falken er en trærutsjebane, og blev bygget i 2004, i Fårup Sommerland. Rutsjebanen har en topfart på 75 km/t. Falken er den først opførte trærutsjebane i Danmark siden 1932. Hvert år kører rutsjebanen en distance, der svarer til en tur fra Danmark til San Francisco, og tilbage igen.

## Tekniske data
- Højde: 20 meter
- Længde: 622 meter
- Topfart: 75 km/t
- Tid pr. tur: 75 sekunder
- Antal tog: 1
- Antal passagerer: 30 pr. tur
- Kapacitet: ca. 800 passagerer i timen
- Air-time: 6 gange = 9,3 sekunder
- G-påvirkning: 3,3 g
- Anvendt træ: 560 ton

57°16′12.11″N 9°38′44.83″Ø / 57.2700306°N 9.6457861°Ø